# Rijksbeschermd gezicht Veenhuizen
Gezicht Veenhuizen is een van rijkswege beschermd dorpsgezicht in Veenhuizen in de Nederlandse provincie Drenthe. De procedure voor aanwijzing werd gestart op 27 september 2005. Het gebied werd op 1 april 2008 definitief aangewezen. Het beschermd gezicht beslaat een oppervlakte van 1544,2 hectare.
Panden die binnen een beschermd gezicht vallen krijgen niet automatisch de status van beschermd monument. Wel zal de gemeente het bestemmingsplan aanpassen om nieuwe ontwikkelingen in het gebied te reguleren. De gezichtsbescherming richt zich op de stedenbouwkundige en cultuurhistorische waardering van een gebied en wil het toekomstig functioneren daarvan veiligstellen.